# Квинт Клавдий Квадригарий
Квинт Клавдий Квадригарий (на латински: Quintus Claudius Quadrigarius) e римски аналист, историк от 1 век пр.н.е.

## Биография
Според Велей Патеркул Клавдий Квадригарий живее по времето на римския генерал Сула, през първата половина на 1 век пр.н.е.
Той пише историческото произведение annales или historiae от 23 книги и започва с Превземането на Рим от галите (390 пр.н.е.). В първата си книга пише за Самнитските войни (до 304 пр.н.е.), в третата книга за боевете на римляните против цар Пир, в петата книга споменава за загубата на римляните при Кана от Ханибал (216 пр.н.е.), в 13 книга пише за връщането на Квинт Цецилий Метел Нумидийски (99 пр.н.е.), в 19 книга за победата на Сула против Архелай (86 пр.н.е.).
Превежда от гръцки на латински произведението на Гай Ацилий. Ливий го ползва обширно в своята 6 книга.

## Издания
- Hans Beck, Uwe Walter (Hrsg.): Die frühen römischen Historiker. Bd. 2. Von Coelius Antipater bis Pomponius Atticus. Wiss. Buchges., Darmstadt 2004, ISBN 3-534-14758-8, S. 109 – 167.
- Hermann Peter: Historicorum Romanorum Reliquiae (HRR). Bd. I², S. 205 – 237.